# 犬戎
犬戎，中國古代部落國家，先秦西戎部落之一，周朝时期活跃在周朝西部（今甘肃东部、宁夏一带）的一支部落。一度與申侯合攻，殺周幽王，從此周朝遷都雒邑，是為東周。《史記》記載其夏后氏後裔之一。

## 簡介
傳說犬戎是黃帝的後裔之一，居於融父山，父為白犬，故以得名。
犬戎是一支属于戎狄集團的部落，傳說一直是三代王朝之大敌。《后汉书》载：“昔高辛氏（尧帝的父亲）有犬戎之寇，帝患其侵暴，而征伐不克。”周文王时周人统治中心在邠岐一带，与西戎近邻。犬戎是其中强大的一支。武丁时犬方是商之属国，常参与攻打叛商方国的战争。犬侯曾受命协同商人的多子族武装攻掠周方。文王为解除东攻商的后顾之忧，派周国軍队进攻犬戎胜利，翦除了商朝的羽翼。按《史记·周本纪》的记载，文王受命之后第一年，伐犬戎；第二年，伐密须；第三年，伐耆；第四年，伐邘；第五年，伐崇。
犬戎在《國語》有記載，周穆王時，犬戎的勢力逐漸強大，与周朝时有冲突，穆王考慮西征犬戎，祭公謀父諫曰：“不可。先王耀德不觀兵。夫兵戢而時動，動則威，觀則玩，玩則無震。”惟周穆王不聽勸告執意出征。戰後擒其五王，得犬戎進貢四隻白狼、四隻白鹿而歸，卻致日後荒服地區諸侯不再朝見。
公元前771年，应申國申侯的邀请，共同攻击周幽王，占领西周都城鎬京，杀死周幽王，擄褒姒，盡取周賂而去，“九鼎”被掠，秦襄公發兵救之，並派兵護送周平王回京，此時鎬京殘破，周平王迁都東都雒邑，西周結束。
到了春秋初期，犬戎又成為秦國的強敵。後來犬戎的一支向北移往蒙古草原，成為蒙古草原最早期的遊牧民族之一。
汉明帝时，“白狼……等百余国，户百三十余万，口六百万以上，举种奉贡，”。唐代宗太常博士柳伉上疏：“犬戎犯關度隴，不血刃而入京師……”。
唐朝時，中原還把西北遊牧民族概稱為犬戎或戎狄。
传說甘肃省静宁县威戎镇为犬戎定鼎之地。

## 學術考證
王國維認為獫狁、緄夷、葷粥、鬼方等，皆是指允姓之戎，也就是犬戎，皆為匈奴的不同古名。
呂思勉認為獫狁與緄夷，都是犬戎的不同譯名。錢穆考證，西落鬼戎、燕京戎與太原戎等，皆為犬戎。
翦伯贊認為犬戎與其他西戎部落皆出自羌族。
林澐指出，先秦西戎部落為自華夏人群分裂出來的一支。